# USS Plunkett (DD-431)
USS Plunkett (DD-431) là một tàu khu trục lớp Gleaves được Hải quân Hoa Kỳ chế tạo trong Chiến tranh Thế giới thứ hai. Nó đã tham gia suốt Thế Chiến II, sống sót qua cuộc xung đột và ngừng hoạt động năm 1946. Nó được chuyển cho Đài Loan vào năm 1959 như là chiếc ROCS Nan Yang (DD-17)  và tiếp tục phục vụ cho đến khi bị tháo dỡ vào năm 1975. Nó là chiếc tàu chiến duy nhất của Hải quân Hoa Kỳ được đặt theo tên Chuẩn đô đốc Charles Peshall Plunkett (1864-1931), người tham gia cuộc Chiến tranh Tây Ban Nha-Hoa Kỳ và Chiến tranh Thế giới thứ nhất.

## Thiết kế và chế tạo
Plunkett được chế tạo tại xưởng tàu của hãng Federal Shipbuilding and Drydock Company ở Kearny, New Jersey. Nó được đặt lườn vào ngày 1 tháng 3 năm 1939; được hạ thủy vào ngày 7 tháng 3 năm 1940, và được đỡ đầu bởi bà Charles P. Plunkett, vợ góa Chuẩn đô đốc Plunkett. Con tàu được cho nhập biên chế cùng Hải quân Hoa Kỳ vào ngày 17 tháng 7 năm 1940 dưới quyền chỉ huy của Thiếu tá Hải quân P. G. Hale.

## Lịch sử hoạt động

### 1941-1942
Sau khi đưa vào hoạt động, Plunkett phục vụ tại khu vực Tây Đại Tây Dương và vùng vịnh Mexico-biển Caribe trong các nhiệm vụ Tuần tra Trung lập. Nó tuần tra ngoài khơi Tampico ngăn chặn nhiều tàu bè Đức tìm cách vượt phong tỏa quay trở về nhà, rồi tuần tra Martinique thuộc quần đảo Antilles ngăn chặn việc chuyển giao tàu chiến, thiết bị vàng cho phe Vichy Pháp. Những nhiệm vụ tuần tra và hộ tống được tiếp nối sau đó, và nó đang trên đường từ đi từ Reykjavík đến Argentia vào ngày 7 tháng 12 năm 1941, khi Nhật Bản bất ngờ tấn công Trân Châu Cảng thúc đẩy Hoa Kỳ chính thức tham chiến.
Plunkett tiếp tục làm nhiệm vụ này cho đến khi nó được điều động sang Lực lượng Đặc nhiệm 39 vào ngày 20 tháng 3 năm 1942. Nó rời vùng bờ Đông sáu ngày sau đó để đi sang Scapa Flow; đi đến Orkney vào ngày 4 tháng 4 để hoạt động cùng Hạm đội Nhà Anh Quốc. Được huy động vào nhiệm vụ tuần tra tại Bắc Hải và hộ tống cho chặng đầu của những Đoàn tàu vận tải Bắc Cực đi sang Murmansk, Nga, nó được chiếc Mayrant (DD-402), thay phiên vào giữa tháng 5 để hộ tống thiết giáp hạm New York (BB-34) quay trở về Hoa Kỳ. Nhiệm vụ hộ tống dọc bờ Đông và vùng biển Caribe được tiếp nối sau đó; và đến tháng 8, nó quay trở lại khu vực Bắc Đại Tây Dương hộ tống các đoàn tàu đi sang Anh. Vào ngày 2 tháng 11, nó rời New York cho chuyến hộ tống vận tải đầu tiên đi sang Bắc Phi. Bị trì hoãn trên đường đi chờ đợi cho việc dọn sạch chướng ngại vật tàu đắm ở cảng đến, đội của nó chuyển giao binh lính tăng viện và thiết bị đến Casablanca vào ngày 18 tháng 11. Sau khi tuần tra ngoài khơi bờ biển Maroc, nó quay về New York để hoạt động tại chỗ ngoài khơi bờ biển New England.

### 1943
Plunkett thực hiện một chuyến hộ tống vận tải vượt đại dương khác sang Casablanca trước khi thực tập bắn phá bờ biển tại vùng vịnh Chesapeake, rồi hoạt động hộ tống vận tải ven biển cho đến tháng 5 năm 1943. Nó lên đường vào ngày 10 tháng 5 để đi sang Oran, Algérie cùng Lực lượng Đặc nhiệm 60, và từ cuối tháng 5 cho đến tháng 7 đã tham gia các hoạt động tìm-diệt tàu ngầm đối phương, cũng như hộ tống các đoàn tàu vận tải tại Bắc Đại Tây Dương.
Vào ngày 6 tháng 7, Plunkett rời Mers-el-Kebir trong thành phần Lực lượng Đặc nhiệm phía Tây trong Chiến dịch Husky, cuộc đổ bộ lên Sicily thuộc Ý. Trong quá trình đổ bộ, nó bảo vệ cho các tàu buôn và tàu rải mìn thuộc Đội đặc nhiệm 80.5, rồi tuần tra ngoài nơi neo đậu Gela cũng như bảo vệ cho các hoạt động rải mìn. Nó rời khu vực tấn công vào ngày 12 tháng 7, quay trở lại vào ngày 17 tháng 7, đi đến Scoglitti vào ngày 31 tháng 7 đã đi đến Palermo cùng đoàn tàu vận tải. Trong tháng 8, nó tham gia nhiều cuộc đổ bộ dọc theo bờ biển Sicily, rồi đến tháng 9 đã tham gia Đội đặc nhiệm 81.6 để bảo vệ cho các tàu chở quân và tàu đổ bộ trong chiến dịch đổ bộ lên Salerno. Vào sáng sớm ngày 13 tháng 9, nó trợ giúp cho chiếc tàu bệnh viện Anh HMHS Newfoundland bị trúng bom và bị cháy. Các nỗ lực cứu hộ nhằm cứu con tàu tiếp tục trong hơn 36 giờ, nhưng cuối cùng vào chiều tối ngày 14 tháng 9, nó được lệnh buộc phải đánh đắm con tàu bị hư hại nặng.

### 1944
Các chuyến hộ tống vận tải đi lại giữa Bắc Phi và Naples, xen kẻ với những nhiệm vụ hỗ trợ hỏa lực, được tiếp nối cho đến ngày 21 tháng 1 năm 1944, khi Plunkett lên đường hộ tống cho đội tấn công tiếp theo lên Anzio. Sau khi thả các xuồng đổ bộ, nó tiếp tục ở lại khu vực bảo vệ các tàu vận chuyển. Vào ngày 24 tháng 1, sau khi đánh trả thành công nhiều cuộc không kích, nó trở thành nạn nhân của máy bay đối phương, khi vào lúc 17 giờ 38 phút lệnh báo động vang lên, vài phút sau đột tấn công mở màn với hai quả bom lượn tiếp cận từ mạn trái và hai máy bay ném bom Junkers Ju 88 xuất hiện trước mũi. Con tàu tăng tốc độ và cơ động quyết liệt; các quả bom lượn cuối cùng cũng rơi cách con tàu 200 yd (180 m), nhưng có thêm nhiều máy bay đối phương xuất hiện để tấn công, trong trận chiến kéo dài 17 phút. Trận đánh kết thúc lúc 17 giờ 57 phút, khi Plunkett trúng một quả bom 250 lb (110 kg) và bốc cháy, khiến 23 người thiệt mạng, 28 người mất tích và nhiều người khác bị thương, gây hư hại nặng cho thiết bị điều khiển hỏa lực, vũ khí và động cơ bên mạn trái. Đến 18 giờ 21 phút, các đám cháy được dập tắt và con tàu rút lui về Palermo với một động cơ. Việc sửa chữa tạm thời được tiến hành sau khi nó đi đến Casablanca, và cuối cùng tại New York, nơi thực hiện những sửa chữa cuối cùng.
Sang ngày 5 tháng 5, Plunkett lại rời đi sang vùng biển châu Âu, đi đến Belfast, Bắc Ireland vào ngày 14 tháng 5, và ở lại đây cho đến ngày 3 tháng 6, khi nó lên đường hướng sang eo biển Manche tham gia việc tập trung lực lượng cho Chiến dịch Overlord, cuộc Đổ bộ Normandy. Vào ngày 6 tháng 6, nó bảo vệ cho các tàu vận chuyển ngoài khơi bãi Omaha; và các nhiệm vụ hỗ trợ hỏa lực và tuần tra được tiếp nối cho đến ngày 9 tháng 6, khi nó lên đường quay trở về Anh. Quay trở lại vùng bờ biển nước Pháp vài ngày sau đó, nó tham gia hoạt động bắn phá bờ biển trong khuôn khổ cuộc Bắn phá Cherbourg trong thành phần Lực lượng Đặc nhiệm 129.
Đến tháng 7, Plunkett quay trở lại khu vực Địa Trung Hải chuẩn bị cho một cuộc đổ bộ tấn công lớn tiếp theo, vào ngày 13 tháng 8 đã khởi hành từ Naples để hỗ trợ cho Chiến dịch Dragoon, cuộc đổ bộ của lực lượng Đồng Minh lên miền Nam nước Pháp. Trong chiến dịch này, ngoài nhiệm vụ bảo vệ nó còn đưa đón các sĩ quan đi đến bãi đổ bộ; và sau đó cung cấp hỏa lực hỗ trợ và bắn phá bờ biển ngoài khơi St. Tropez, Port de Bouc và Marseilles; tiếp tục nhiệm vụ này, đặc biệt là tại khu vực biên giới Pháp-Ý, cho đến ngày 23 tháng 11. Nó sau đó lên đường đi Oran, nơi nó hộ tống một đoàn tàu quay trở về Hoa Kỳ, về đến New York vào ngày 16 tháng 1 năm 1945.

### 1945
Plunkett tham gia các cuộc thực tập huấn luyện, tuần tra chống tàu ngầm và thử nghiệm cho đến đầu tháng 5, khi nó tiếp nối các hoạt động hộ tống tại Đại Tây Dương. Chiến tranh tại châu Âu kết thúc trước khi nó đi đến Anh Quốc, nhưng xung đột tại khu vực Mặt trận Thái Bình Dương vẫn tiếp diễn ác liệt. Vì vậy vào ngày 27 tháng 5, nó quay trở lại vùng bờ Đông, trãi qua một đợt nâng cấp rộng rãi và huấn luyện ôn tập, rồi lên đường đi sang Thái Bình Dương vào ngày 6 tháng 8. Chiếc tàu khu trục băng qua kênh đào Panama vào ngày 13 tháng 8, và vẫn đang trên đường đi đến San Diego khi chiến tranh kết thúc. Trong tháng 9, nó hộ tống cho lực lượng chiếm đóng đi từ Hoa Kỳ sang Nhật Bản; rồi trong tháng 10 và tháng 11, nó trợ giúp vào việc tiếp tục vận chuyển lực lượng từ Philippines. Vào cuối tháng 11, nó lên đường theo hướng Đông Bắc để đi đến quần đảo Aleut, nơi nó hoạt động cho đến khi được lệnh quay trở về vùng bờ Đông để xuất biên chế.

### Chuyển cho Hải quân Đài Loan
Plunkett ngừng hoạt động vào ngày 3 tháng 5 năm 1946 và neo đậu tại Charleston trong thành phần Hạm đội Dự bị Đại Tây Dương. Con tàu bị bỏ không cho đến khi tái hoạt động trở lại, và được chuyển giao, theo hình thức cho mượn trong khuôn khổ Chương trình Viện trợ Quân sự, cho chính phủ Trung Hoa dân quốc, vào ngày 16 tháng 2 năm 1959.
Được đổi tên thành ROCS Nan Yang (DD-17), nó phục vụ cùng Hải quân Đài Loan cho đến năm 1975, khi được rút khỏi Đăng bạ Hải quân và bị tháo dỡ. Tên nó cùng với ký hiệu lườn được chuyển cho chiếc USS John W. Thomason (DD-760), một tàu khu trục lớp Allen M. Sumner sở hữu vào tháng 5 năm 1974.

## Phần thưởng
Plunkett được tặng thưởng năm Ngôi sao Chiến trận do thành tích phục vụ trong Thế Chiến II.